# Dean Morrison

Zawodnik West Virginia Mountaineers

Dean Morrison – amerykański zapaśnik. Złoty medalista mistrzostw panamerykańskich w 2003, srebrny w 1998 roku.
Zawodnik Copiague High School z Copiague i West Virginia University. All-American w NCAA Division I w 1994, gdzie zajął pierwsze miejsce.